# LEW EL13
EL13 – wąskotorowa lokomotywa elektryczna produkowana w latach 1955-1990 dla kolei przemysłowych. Wyprodukowano 227 lokomotyw przemysłowych. Elektrowozy były eksploatowane przez niemieckie oraz polskie koleje przemysłowe.